# إيفيكا راديتش
إيفيكا راديتش مواليد 8 سبتمبر 1990 في سبليت، هو لاعب كرة سلة كرواتي. بدأ مسيرته الاحترافية في سنة 2008. لعب مع سبليت في موسم 2008–2009، ثم لعب مع زادار في موسم 2011–2012، ثم لعب مع زغرب في سنة 2014، ثم لعب مع فيرولي في سنة 2015، ثم لعب مع رير فينيزيا مستري في سنة 2015، ثم لعب مع فورتيتودو بولونيا في الدوري الإيطالي في سنة 2015، ثم لعب مع بنفيكا لكرة السلة في موسم 2015–2016.

## روابط خارجية
- إيفيكا راديتش على موقع كرة السلة الأوروبية.كوم (الإنجليزية)
- إيفيكا راديتش على موقع ريلجم (الإنجليزية)
- إيفيكا راديتش على موقع بروبوليرز (الإنجليزية)
- إيفيكا راديتش على موقع سبورتس رفرنس (الإنجليزية)